# 429 (tal)
429 är det naturliga heltal som följer 428 och följs av 430.

## Matematiska egenskaper
- 429 är ett polygontal[1].
- 429 är ett Catalantal[1].
- 429 är ett udda tal.

## Inom vetenskapen
- 429 Lotis, en asteroid.